# Садал I
Садал I (исп. Σαδάλας) — правитель Одрисского царства во Фракии до 87 года до н. э. — после 79 года до н. э. Сын Котиса V. Супруга — Полемократия.

## Память
Садала Пойнт — мыс на юго-восточном побережье острова Роберта на Южных Шетландских островах в Антарктиде.